# Лейне, Ким
Ким Лейне (дат. Kim Leine; род. 28 августа 1961, Бё, Телемарк, Норвегия) — датско-норвежский писатель.

## Биография
Родился в городе Бё, в Телемарке, в Норвегии и в 1976 году переехал в Данию. Позднее в течение 15-ти лет проживал в Гренландии.
В 2004 году вернулся в Данию, где в 2007 году дебютировал с романом «Kalak».
В 2013 году за роман «Пророки фьорда Вечность» («Profeterne vid Evidhedsfjorden») был удостоен литературной премии Северного совета.